# Elvis, Barbra & Jag
Elvis, Barbra och Jag är ett coveralbum från 2011 av den svenska popsångerskan Carola Häggkvist. Låtarna spelades ursprungligen i en show där Carola hyllar Elvis Presley och Barbra Streisand. Lördagen den 3 juli 2010 premiärspelades showen i Dalhalla. Kort därefter beslutade TV4 att sända showen. I november 2010 släpptes liveshowen på DVD, och gick rakt in på förstaplats på topplistan. Slutligen släpptes så samma låtar i studioversioner.

## Låtlista
1. "Suspicious Minds"
2. "In the Ghetto"
3. "Enough Is Enough" ("Enough Is Enough - No More Tears")
4. "Woman in Love"
5. "Always on My Mind"
6. "You've Lost That Lovin' Feelin'"
7. "Evergreen"
8. "Watch Closely Now"
9. "Heartbreak Hotel"
10. "Lead Me, Guide Me"
11. "Guilty"
12. "The Way We Were"

## Listplaceringar
| Lista (2011) | Topplacering |
| ------------ | ------------ |
| Sverige      | 1            |

### Fotnoter
1. ↑  ”Carola Häggkvist”. http://www.carola.com/?sid=release&id=769. Läst 3 juni 2011.
2. ↑  ”Svensk mediedatabas”. http://smdb.kb.se/catalog/id/002707672. Läst 2 juni 2011.
3. ↑  Joacim Forsén (4 juli 2010). ”Hela publiken tappar andan”. Aftonbladet. http://www.aftonbladet.se/nojesbladet/article12375591.ab. Läst 2 januari 2017.
4. ↑  ”Listplacering”. http://swedishcharts.com/showitem.asp?interpret=Carola&titel=Elvis%2C+Barbra+%26+jag&cat=a. Läst 2 maj 2011.